# Wielkostopek
Wielkostopek (Macrotarsomys) – rodzaj ssaków z podrodziny malgaszomyszy (Nesomyinae) w obrębie rodziny malgaszomyszowatych (Nesomyidae).

## Zasięg występowania
Rodzaj obejmuje gatunki występujące endemicznie na Madagaskarze.

## Morfologia
Długość ciała (bez ogona) 89–160 mm, długość ogona 120–240 mm; masa ciała 20–105 g.

## Systematyka
Rodzaj zdefiniowali w 1898 roku francuscy zoolodzy Alphonse Milne-Edwards i Guillaume Grandidier w artykule poświęconym opisowi nowego gatunku myszowatych z Madagaskaru, opublikowanym w czasopiśmie Bulletin du Muséum d’Histoire Naturelle. Gatunkiem typowym jest (oznaczenie monotypowe) wielkostopek mniejszy (M. bastardi).

### Etymologia
Macrotarsomys: gr. μακρος makros ‘długi’; ταρσος tarsos ‘podeszwa stopy, stęp’; μυς mus, μυος muos ‘mysz’.

### Podział systematyczny
Do rodzaju należą następujące gatunki:
| Grafika | Gatunek                | Autor i rok opisu                   | Nazwa zwyczajowa       | Podgatunki         | Rozmieszczenie geograficzne                                     | Podstawowe wymiary                              | Status IUCN |
| ------- | ---------------------- | ----------------------------------- | ---------------------- | ------------------ | --------------------------------------------------------------- | ----------------------------------------------- | ----------- |
|         | Macrotarsomys bastardi | Milne-Edwards & G. Grandidier, 1898 | wielkostopek mniejszy  | 2 podgatunki       | suche lasy liściaste i kolczaste krzewy na wschodzie i południu | DC: 8,9–10,3 cm DO: 12–14,5 cm MC: 20–26 g      | LC          |
|         | Macrotarsomys petteri  | Goodman & Soarimalala, 2005         | wielkostopek reliktowy | gatunek monotypowy | lasy Andalomo i Mikea w południowo-zachodniej części wyspy      | DC: około 16 cm DO: około 24 cm MC: około 105 g | DD          |
|         | Macrotarsomys ingens   | Petter, 1959                        | wielkostopek większy   | gatunek monotypowy | las Ankarafantsika w północno-zachodniej części wyspy           | DC: 11,2–15 cm DO: 18,3–24 cm MC: 42–74 g       | EN          |

Kategorie IUCN:  LC  – gatunek najmniejszej troski,  EN  – gatunek zagrożony,  DD  – gatunki o nieokreślonym stopniu zagrożenia.